# Construct (игровой движок)
Construct — конструктор двумерных игр, поддерживающий Windows, macOS и Linux. Разрабатывается компанией Scirra.
4 декабря 2017 года вышла обновлённая версия движка, названная Construct 3, которая поддерживает создание трёхмерных игр.

## Описание
Construct позволяет создавать 2D-игры различных жанров и сложности без навыков программирования. Игры, сделанные на нём, могут быть доступны на PC, Mac, Linux, в браузерах с поддержкой HTML5, Android, iOS, Windows Phone, Blackberry 10, Amazon Appstore, Chrome Web Store, Facebook и пр. Поддержка iOS и Android осуществляется благодаря технологиям CocoonJS от Ludei, directCanvas от appMobi и Intel XDK, которые используют аппаратное ускорение для увеличения производительности HTML5 игр в 5-10 раз[значимость факта?].
Интерфейс программы имеет визуальный (WYSIWYG) редактор, возможно создать игру без навыков программирования. В редакторе имеются «события» (англ. events) и «действия» (англ. actions), создающие логику[прояснить] игр.
К приложению выпускаются обновления.
Редактор позиционирует себя как «подходящий для людей с различным уровнем опыта программирования»[значимость факта?]. Доступна функция создания прототипа игры, демоверсий, презентаций, обучающих программ.
По данным на 24 марта 2017 года велась разработка программы Construct 3.
1 июля 2020 года Construct 2 был снят с продажи и больше не доступен для покупки. 1 июля 2021 года Construct 2 был полностью выведен из эксплуатации.

## Функциональность
Редактор Construct написан на языке C++, а игры кодируются в JavaScript. При экспорте проекта JavaScript код игры минифицируется, однако есть возможность подключить Javascript Plugin SDK и модифицировать код вручную. Construct имеет «модульный дизайн», поэтому любые плагины или поведения, которые не используется в проекте, не включаются в скрипт, что помогает оптимизировать проект и сократить его вес.
На данный момент программа имеет более 20 встроенных поведений, включая Platformer, 8 Direction, Bullet, Car, Pathfinding, Turret, Drag'n'drop и т.д., которые облегчают процесс создания игры.
Construct — это первый игровой движок, который официально поддерживает эффекты частиц (particle effects) на HTML5.
Встроенный игровой движок Box 2D Physics дает возможность моделировать законы физики и воспроизводить физические эффекты. Доступны плагины, расширяющие базовые возможности программы. Тестирование кода на мобильных ОС можно производить, не прибегая к компиляции проекта (при помощи LAN и WiFi).
Construct позволяет экспортировать созданные пользователями проекты в различные форматы. Функциональность программы позволяет экспортировать проекты в различные операционные системы, такие как Windows, IOS, Android и другие.
В iOS можно запускать созданные игры в веб-приложении без подключения к Интернету[лишняя ссылка?]. Данный способ позволяет экспортировать игру в html. После этого, как игра загружена на сайт, можно зайти с мобильного устройства на іOS, и сохранить игру на рабочий стол.

## Предыдущие версии

### Construct Classic
Предыдущая версия Construct после релиза Construct 2 сменила название на Construct Classic. К настоящему моменту она уже лишилась официальной поддержки разработчиков, однако продолжает поддерживаться энтузиастами. Впрочем, популярность её все ещё высока, особенно в сфере разработки 2D и 3D-игр для операционной системы Windows. В отличие от Construct 2, версия Classic имеет открытый исходный код и является бесплатной альтернативой Game Maker и другим программам. Опыт разработки версии Classic был активно использован при создании Construct 2, хотя фактически последний представляет собой новый конструктор, переписанный с нуля.

### Construct 2
В отличие от предыдущей версии Construct 2 использует OpenGL вместо DirectX, а игры используют WebGL (OpenGL в браузере) для быстрого рендеринга с аппаратным ускорением.
Начиная с этой версии движок стал проприетарным ПО. Основное отличие от предыдущих версий — упор на веб-версию, за счет чего появилась возможность использования редактора на мобильных платформах.
Поддержка Construct 2 была прекращена 1 июля 2021 года.

### Construct 3
В отличие от предыдущей версии, Construct 3 доступен в виде веб-версии, добавляет поддержку macOS и Linux, а также поддержку различных языков, включая русский.

## Construct Arcade
Construct Arcade (ранее известный как Scirra Arcade) — игровой портал для проектов, созданных в Construct 2 или 3. Он был запущен 23 ноября 2011 года вместе с обновлением r69 для Construct 2.  Позднее он был добавлен в Construct 3 в r24.
14 августа 2019 года вышла новая версия, переименованная в Construct Arcade. Изменения платформы включают улучшения стабильности, профили создателей игр, возможность просмотра аналитики опубликованных игр на сайте.

## Документация
На официальном английском сайте разработчика Scirra.com имеются обучающие материалы, уроков и документации к программе, а также вспомогательные программы. На сайте разработчика также имеется форум для техподдержки и сообщений об ошибках. Помимо этого, на сайте имеется раздел Scirra Arcade, где находятся созданные пользователями игры.

## Созданные игры
- Insanity's Blade[19]